# Lomnice (zámek)
Zámek Lomnice je zámek ve stejnojmenném městysi v okrese Brno-venkov, který vznikl přestavbou z původního hradu. Zámecký areál je chráněn jako kulturní památka České republiky.

## Historie
Na místě dnešního zámku stál od první poloviny 13. století raně gotický hrad, o kterém se prameny zmiňují již v roce 1281, ve vztahu s jeho majitelem Vznatou z Lomnice, příslušníkem rodu pánů z Lomnice. Původní lomnický hrad představovala pravidelná budova dnešního druhého nádvoří, ke které byly v průběhu času přidány další části celého komplexu.
Ve 14. století bylo ke gotické části přistavěno nepravidelné předhradí, které v současnosti představuje první nádvoří zámku. Ve stejném století bylo taktéž přistavěno příčné křídlo, ve kterém byla ve druhé polovině 15. století zřízena pozdně gotická kaple, která je nazývána malým gotickým klenotem Moravy. V kapli se dochovala spousta gotických prvků, mezi nimiž je nejvýznamnější síťová žebrová klenba, arkýř a původní nástropní malby. V kapli je dále k vidění dřevěný barokní klekátkový oltář ze 17. století, mobiliář z 19. století a vitrážové okno v arkýři, které je doplněné rozetami a pochází z 19. století. V období baroka byla kaple zasvěcena svatému Františku Serafínskému.
Během období vlády Žerotínů byly přidány k zámku renesanční prvky, představované především přízemní arkádou. Vláda Žerotínů netrvala dlouho a zámek se na základě pobělohorských konfiskací dostává do majetku rakouského rodu Breunerů a Mansfeldů, od kterých lomnické panství roku 1662 zakoupil moravský zemský hejtman hrabě Gabriel Serényi.
S příchodem Serényiů začíná pro Lomnici zlatá éra. Jeho syn František Gabriel Serényi začal s barokní přestavbou zámku a celého lomnického náměstí. Tyto změny se týkaly zejména interiérů a během jeho vlády byl také postaven rytířský sál podle plánů brněnského stavebního mistra Jana Křtitele Erny. Neklidné období raného baroka vedlo majitele k opevnění celého zámeckého areálu.
Největšího rozšíření dosáhl zámek po roce 1700, kdy byl majitelem lomnického panství Antonín Amatus Serényi, který mimo jiné nechal postavit morový sloup na náměstí. Interiér zámku získal podobu luxusního renesančního sídla, naproti tomu zahrada dostala barokní sestřih. Vstup do zámku byl časem ozdoben renesančním portálem, který sem byl přenesen z brněnského paláce Serényiů.
Posledními úpravami prošel zámek v 19. století, kdy fasáda získala neomanýristickou a neogotickou podobu. Z tohoto období pochází také neogotický vyhlídkový altán, který se nachází v zámeckém parku.
Zámek byl po druhé světové válce na základě Benešových dekretů rodině Serényiů vyvlastněn. Během období komunistického režimu byl interiér zámku rozkraden a kvůli nedostatečnému zájmu o tuto památku celá budova značně zchátrala. Od 70. let 20. století byl zámek sídlem Středního odborného učiliště a Střední odborné školy SČMSD, která ukončila činnost v roce 2018. Tehdy byl areál po dlouhém restitučním sporu vrácen potomkům rodu Serényiů, rodu Thienen-Adlerflychtů, který začal provádět rozsáhlé rekonstrukční práce celého zámeckého areálu.
Národní památkový ústav řadí chátrající zámeckou hrnčírnu mezi nejohroženější nemovité památky. Sem byla řazena i oranžérie, která ale v letech 2011 a 2012 prošla památkovou obnovou.

## Fotogalerie

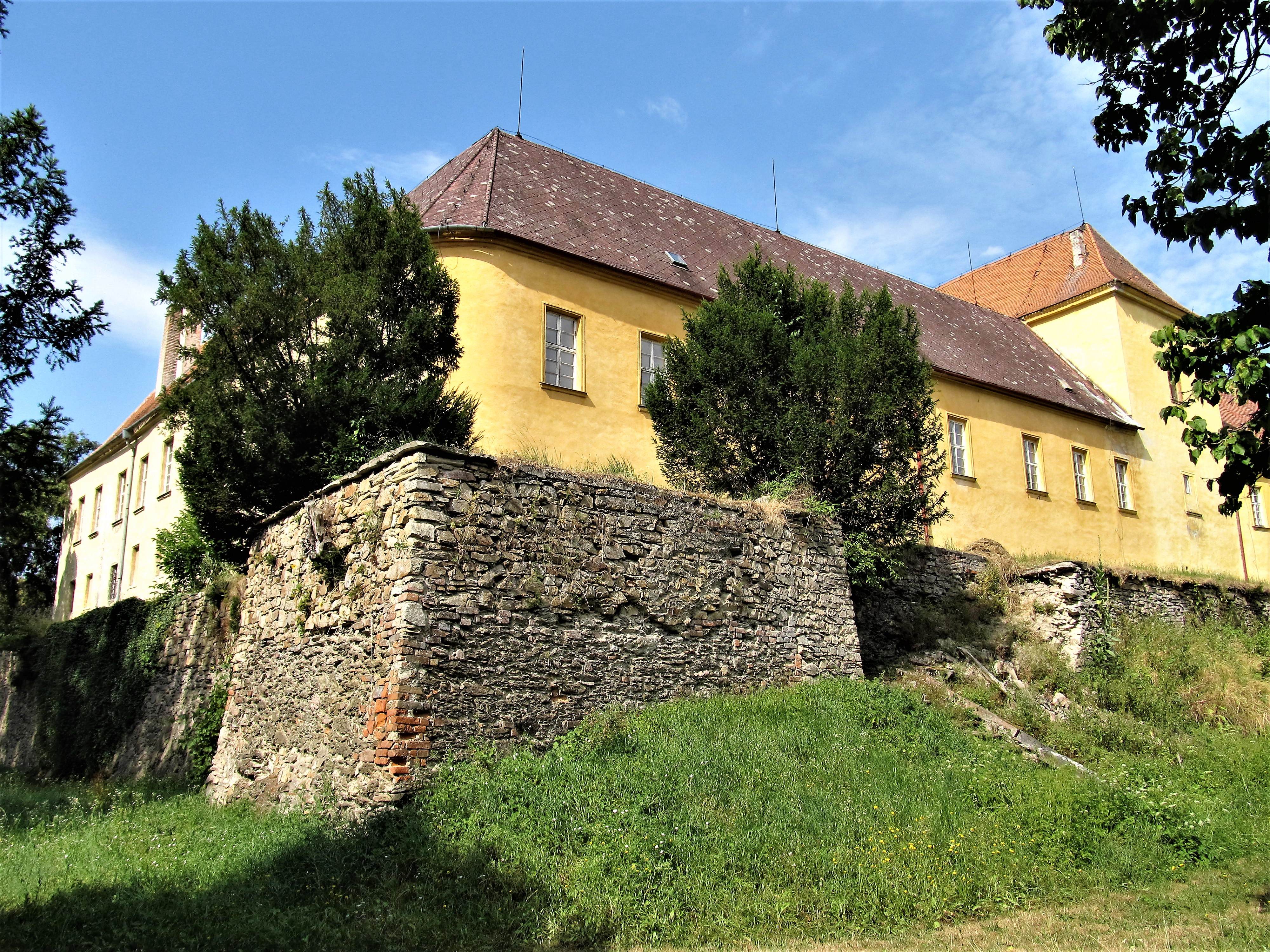
Zámek pohledem z parku
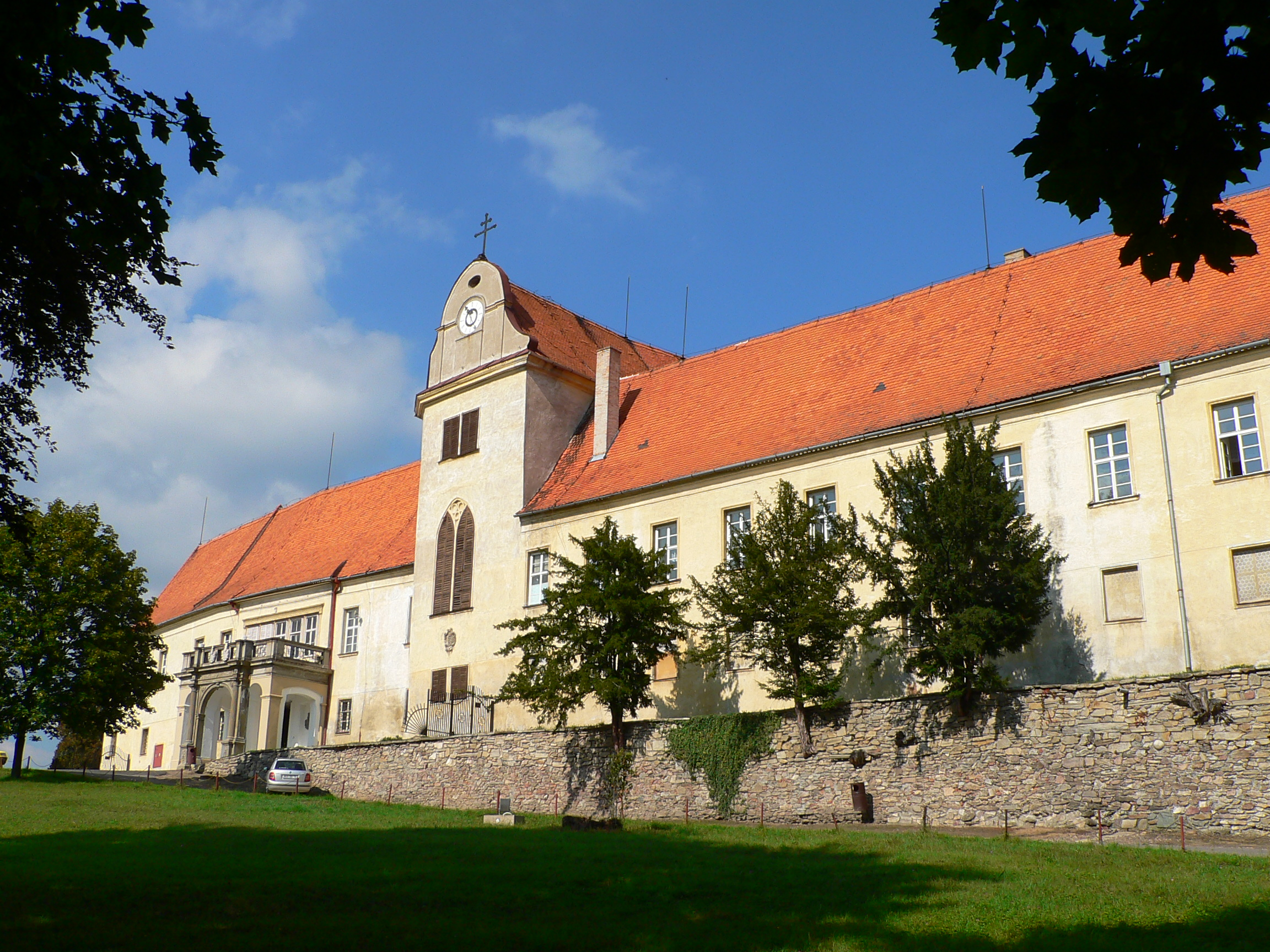
Boční pohled na vchod do zámku
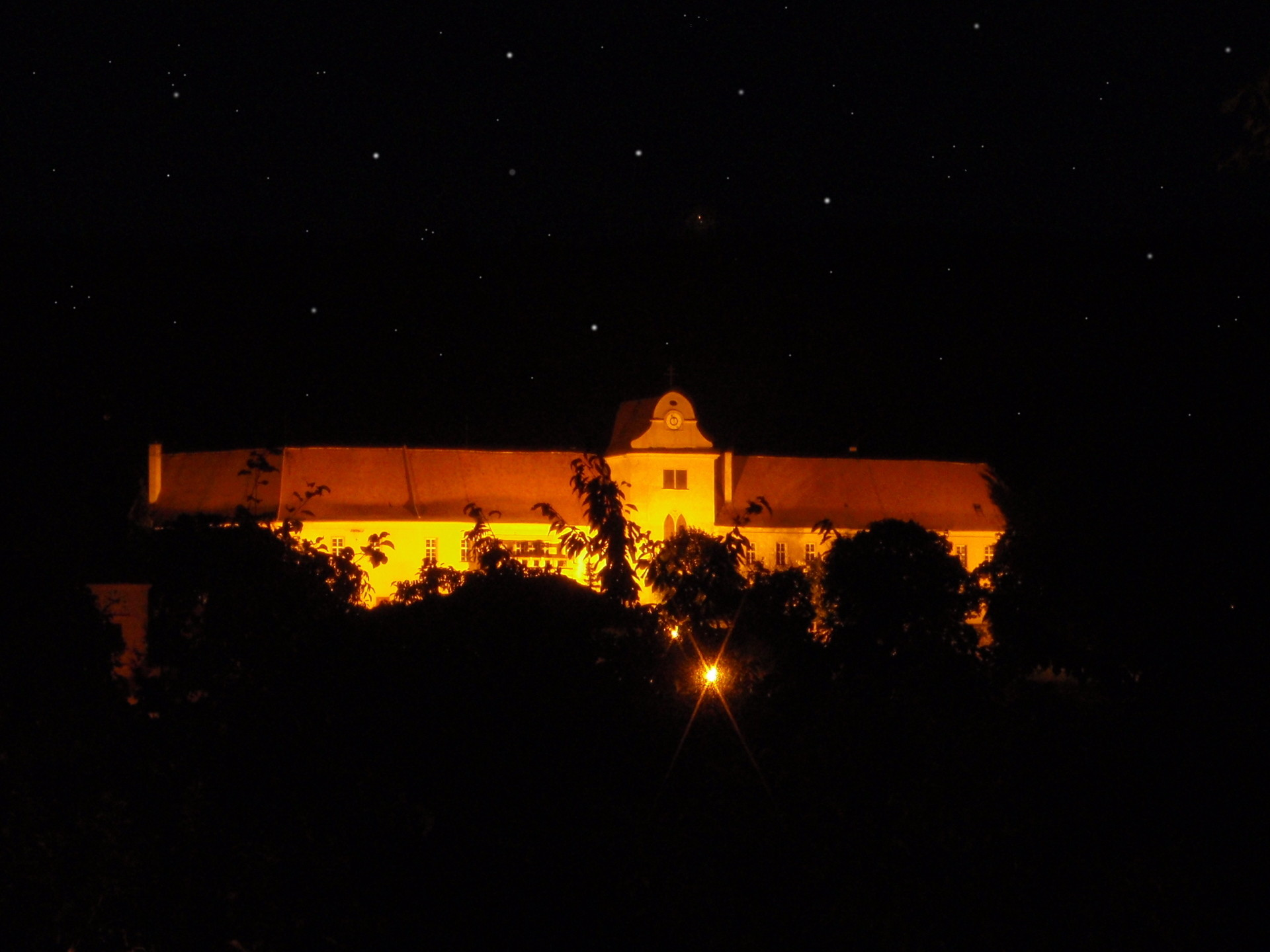
Noční osvětlení zámku
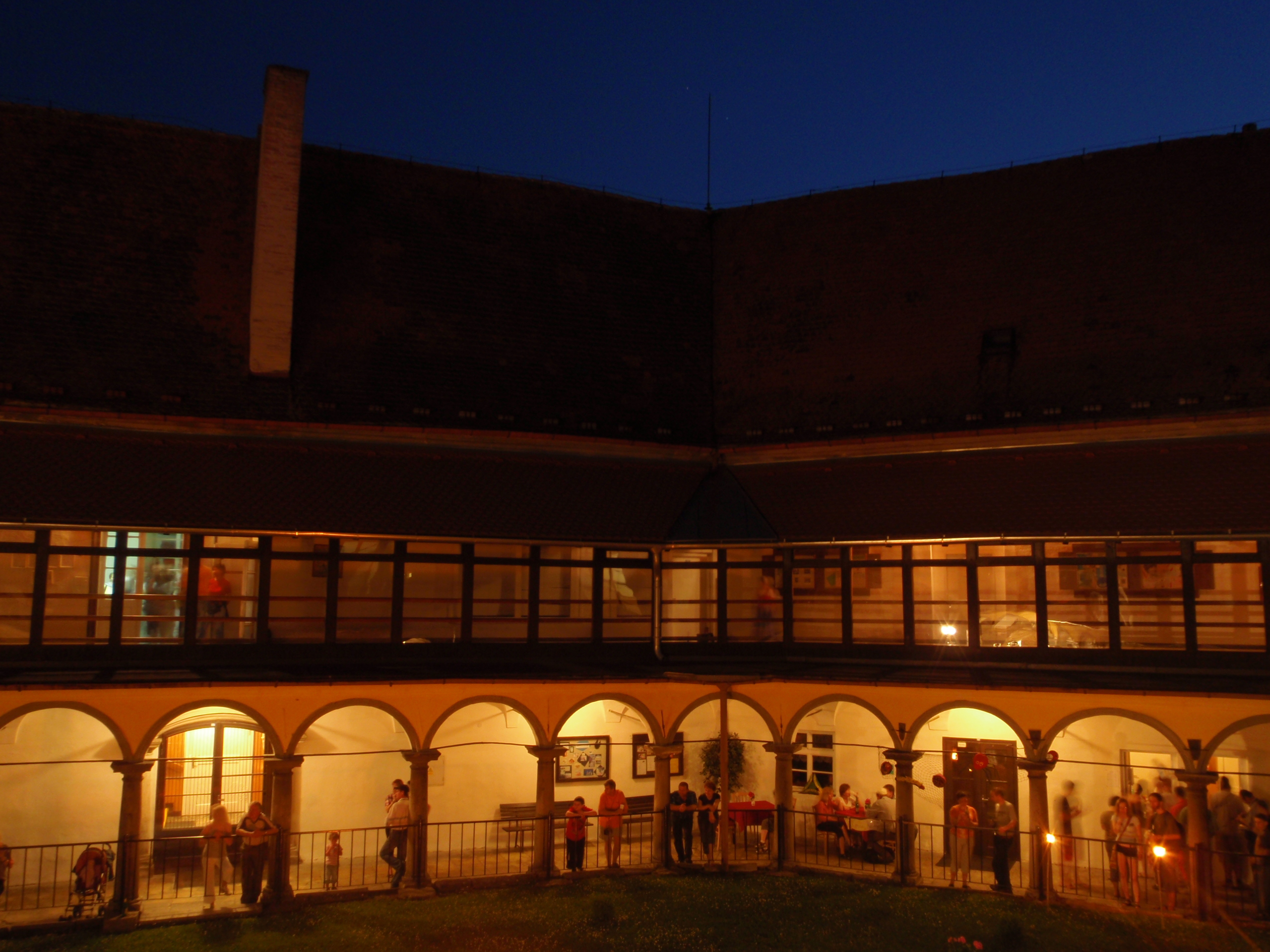
Renesanční arkáda na prvním nádvoří
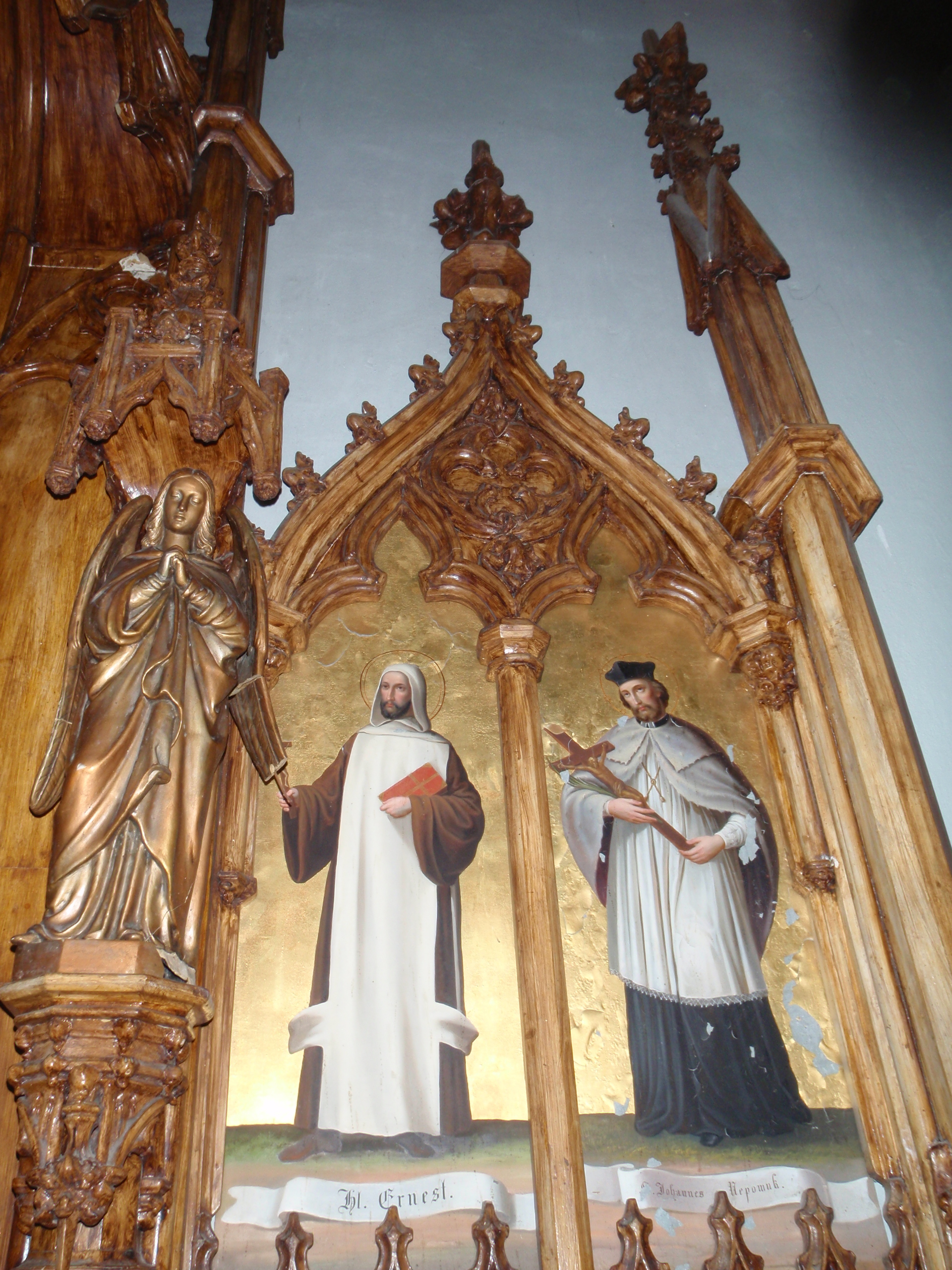
Detail dřevěného oltáře v zámecké kapli
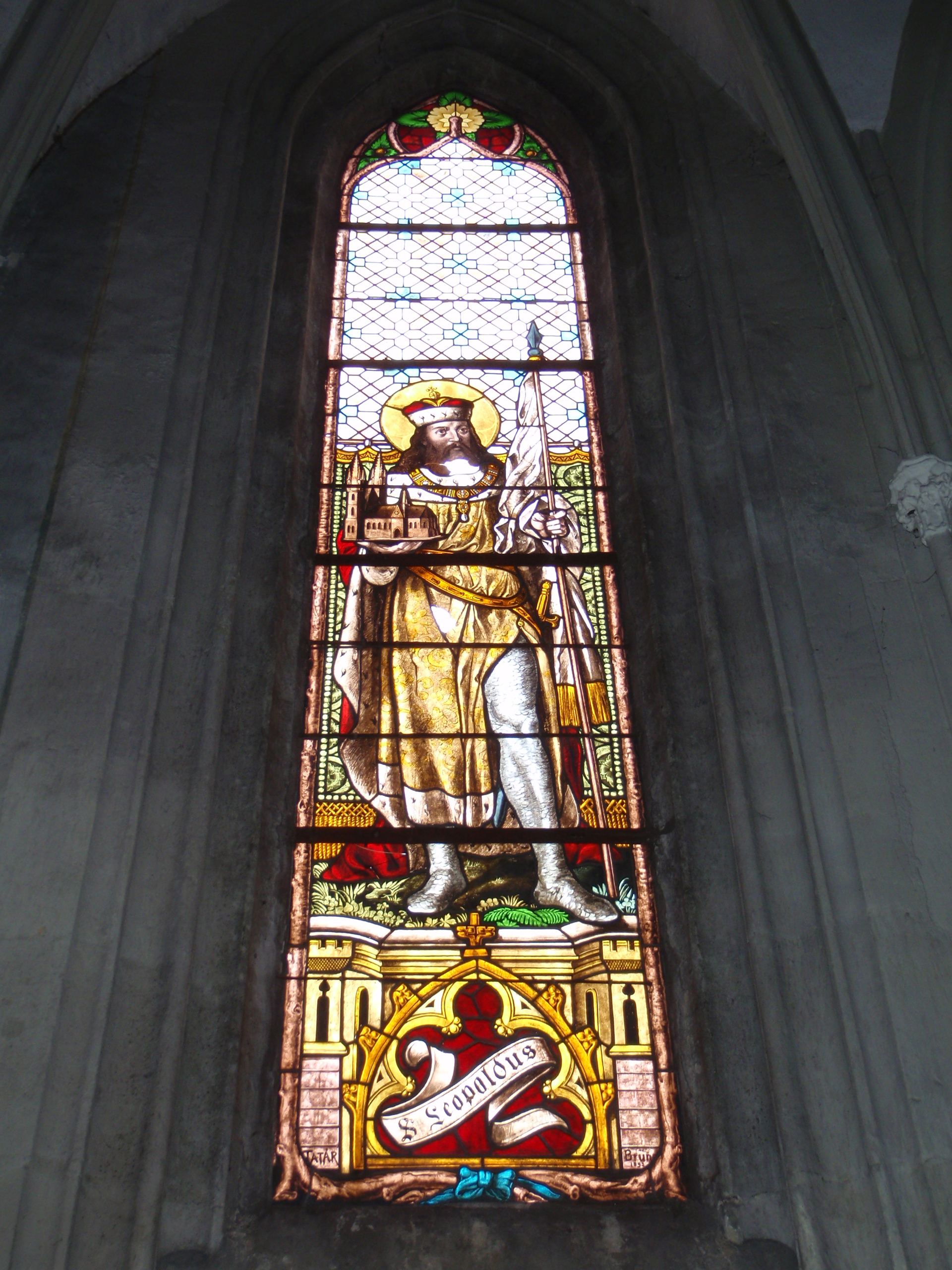
Vitrážové okno v zámecké kapli

## Zajímavosti
- Červený buk v zámeckém parku získal v roce 2010 3. místo v celonárodní soutěži Strom roku.